# Rafael Bachiller
Rafael Bachiller García (Madrid, 1957) es un astrónomo y divulgador español, académico de la Real Academia de Doctores de España y director del Observatorio Astronómico Nacional y del Real Observatorio de Madrid  (IGN, Ministerio de Transportes y Movilidad Sostenible). Es secretario de la Comisión Nacional de Astronomía y delegado español en los consejos de dirección de instituciones internacionales como el Observatorio Europeo Austral (ESO), el Instituto de Radioastronomía Milimétrica (IRAM) y el Atacama Large Millimeter Array (ALMA), entre otros.

## Trayectoria
Bachiller se doctoró en Física por la Universidad Joseph Fourier de Grenoble (Francia) y por la Universidad Complutense de Madrid (UCM). Es especialista en el estudio de la formación estelar y en nebulosas planetarias, sobre las que ha publicado numerosos artículos académicos y de divulgación. Como investigador, destacan en su carrera el descubrimiento de protoestrellas solares jóvenes y la localización y caracterización de gas molecular en nebulosas planetarias. Sus contribuciones han sido importantes para la reconstrucción de las primeras fases de la formación estelar. Bachiller también ha participado en proyectos de desarrollo de grandes instalaciones astronómicas, como el Observatorio de Yebes, los Observatorios del IRAM (en Pico Veleta y en los Alpes), el telescopio espacial Herschel, el ALMA (en el desierto de Atacama, Chile) o el radiotelescopio gigante SKA.
Además de su faceta de investigador, Bachiller es reconocido como divulgador científico. Ha colaborado en varios medios de comunicación y es miembro del consejo editorial del periódico El Mundo, donde además es el autor de la sección de astronomía en la edición digital que se llama 'Crónicas del Cosmos'. En esa línea de divulgación, ha publicado varios libros, como El universo improbable en 2019 con prólogo del paleontólogo Juan Luis Arsuaga, donde se abordan temas como el origen y evolución del universo, la naturaleza del tiempo, la estructura de la materia, las estrellas fugitivas o las ondas gravitacionales. También ha sido el autor de varios capítulos sobre los fundamentos de la formación estelar en otras publicaciones internacionales.
Hasta 2017, Bachiller fue gestor del área de astronomía del Plan Nacional de Investigación Científica, Desarrollo e Innovación Tecnológica (Plan Nacional de I+D+i), cuando pasó a sustituirle el catedrático de física aplicada Agustín Sánchez-Lavega. Durante su periodo en este cargo, España decidió participar en 2014 en el proyecto del telescopio gigante europeo E-ELT, del Observatorio Europeo Austral (ESO), y que actualmente se encuentra en construcción en el desierto de Atacama, en Chile.

## Obra
- 2009 – Astronomía. De Galileo a la exploración espacial. Lunwerg Editores. ISBN 978-8497856515.
- 2009 – Astronomía: De Galileo a los telescopios espaciales. Consejo Superior de Investigaciones Científicas. ISBN 978-8400089160.
- 2019 – El universo improbable: Estrellas fugitivas, partículas, vacío, infinito, portentosos agujeros negros y muchas otras cuestiones científicas sobre la vida y el cosmos. La Esfera de los Libros. ISBN 978-8491646785.

## Reconocimientos
A lo largo de su carrera, Bachiller ha recibido numerosos reconocimientos a su labor de investigación y de divulgación. Entre ellos, destacan el galardón a la excelencia «Gabriel Alonso de Herrera» en los Premios de Investigación e Innovación de Castilla-La Mancha 2010, la mención de honor en el certamen Física en Acción, o el premio al mejor proyecto de colaboración en astronomía otorgado conjuntamente por las Sociedades Española y Francesa de Astronomía.
La sección de astronomía que escribe Bachiller en la versión digital de El Mundo, 'Crónicas del Cosmos', recibió en 2014 una Mención de Honor en Ciencia en Acción, un concurso que premia los mejores proyectos de divulgación que se realizan en España por estudiantes, profesores e investigadores en cualquier disciplina.
En 2017, Bachiller fue galardonado con el premio José María Savirón en reconocimiento a su trayectoria de divulgación científica. Ya en 2020, recibió el premio Prismas 2019 especial del jurado, que otorgan anualmente los Museos Científicos Coruñeses a iniciativas, publicaciones, trabajos y profesionales que se han destacado en la difusión de la ciencia. Ese mismo año, recibió el premio de la Fundación Siglo Futuro en el que se le reconoce como “Científico y humanista con amplia visión del ser humano, su ética y la divulgación y la humanización de la ciencia. Hombre comprometido con la investigación, con la sociedad y con la cultura”.
En 2023, el Consejo Superior de Investigaciones Científicas (CSIC) y la Fundación BBVA distinguieron a Rafael Bachiller con su Premio de Comunicación Científica en la categoría de investigadores. El jurado valoró en Bachiller una "larga trayectoria de dedicación sostenida a la difusión del conocimiento", reconociendo la importante labor de difusión científica que ha llevado a cabo durante décadas.